# Louise Vallory
 (février 2019).
Si vous disposez d'ouvrages ou d'articles de référence ou si vous connaissez des sites web de qualité traitant du thème abordé ici, merci de compléter l'article en donnant les références utiles à sa vérifiabilité et en les liant à la section « Notes et références ».
Louise Boullay, dite Louise Vallory, née à Alençon (Orne) le 15 avril 1824 et morte à Paris le 28 mars 1879, est une romancière française.

## Biographie
Louise Marie Boullay naît le 15 avril 1824 à Alençon. Elle est la fille de Louis Marie Boullay, juge de paix, et de son épouse, Marie Hélène Guillier de Vallory. 
Louise Boullay épouse à Alençon, le 22 avril 1844, Ambroise Ernult-Descoutures, notaire à Domfront, puis, après la mort de celui-ci, en secondes noces, en 1851, Auguste Mesnier, avoué à Versailles, qui s’éteindra en 1854. Elle est la mère du poète Raynold Ernult-Descoutures.
Liée à George Sand, Jules Michelet et Félicien David, Louise Boullay a publié, sous le nom de « Louise Vallory », qui était celui de sa mère, les récits de ses voyages d’observation, dans des revues littéraires de l’époque. Après un séjour de plusieurs mois en Algérie en 1860, elle publie en 1863 À l’aventure en Algérie, dans lequel elle relate ses observations et ses rencontres avec les populations locales.
Pour s’être aventurée dans un domaine considéré par les hommes comme leur étant réservé, elle fut victime de persécutions journalistiques :  Villemessant fut particulièrement cruel, dans le Figaro du 28 novembre 1861, à propos d’Un amour vrai.
Les romans Un amour vrai et À l’aventure en Algérie lui vaudront une certaine considération alors que la semi autobiographie Madame Hilaire, dont le bovarysme est patent, avait fait scandale lorsque des Alençonnais, avaient cru, non sans raison, s’y reconnaître.
À sa mort, survenue à Paris le 28 mars 1879, elle légua à sa ville natale d’Alençon une rente pour l’éducation d’un jeune homme, et des objets d’art qui sont au Musée de cette ville. On connaît un portrait de Louise Vallory par Nonanteuil.

## Œuvres
- Madame Hilaire, Paris, Hachette-Dentu, 1859 ;
- Un amour vrai, Paris, Hachette-Dentu, 1861 ;
- À l’aventure en Algérie, Paris, J. Hetzel, 1863.